# Josip Brekalo
Josip Brekalo (Zagreb, 23 juni 1998) is een Kroatisch voetballer die doorgaans als aanvaller speelt. Hij verruilde VfL Wolfsburg in januari 2023 voor Fiorentina. Brekalo debuteerde in 2018 in het Kroatisch voetbalelftal.

## Clubcarrière

### Dinamo Zagreb
Brekalo speelde in de jeugd van Dinamo Zagreb. Hij debuteerde op 14 augustus 2015 in het tweede elftal, op dat moment actief in de 2. HNL. Brekalo maakte op 19 december 2015 zijn debuut in de hoofdmacht van de club, in een competitieduel tegen Inter Zaprešić. Zijn eerste doelpunt volgde op 6 april 2016. In een bekerduel tegen Hajduk Split mocht Brekalo in de basiself starten en opende hij na twee minuten de score.

### VfL Wolfsburg
Na acht optredens in de Kroatische competitie vertrok Brekalo in juli 2016 voor 10 miljoen euro naar VfL Wolfsburg. Hiervoor debuteerde hij op 10 september van dat jaar in de Bundesliga, tegen 1. FC Köln (0-0). Hij kwam in zijn eerste halve seizoen tot vier optredens in de Bundesliga en twee in het tweede elftal van Wolfsburg. In de winterstop van seizoen 2016/17 werd hij met het oog op meer speeltijd voor een halfjaar verhuurd aan VfB Stuttgart. Hiermee promoveerde hij na die periode naar de Bundesliga. Hierna werd de verhuur aan Stuttgart met een seizoen verlengd. In de winterstop van het seizoen 2017/18 haalde Wolfsburg hem echter vroegtijdig terug. Brekalo kwam in totaal 25 keer in actie voor Stuttgart in competitieverband en drie keer in de DFB-Pokal. Hij scoorde in totaal drie keer. Daarna begon Brekalo ook meer speeltijd te krijgen bij Wolfsburg. Op 23 februari 2018 volgde tegen FSV Mainz zijn eerste treffer voor Wolfsburg.
Brekalo speelde van januari 2018 tot en met augustus 2021 bijna honderd wedstrijden in de Bundesliga voor Wolfsburg. Daarin maakte hij pieken en dalen mee. Zijn ploeggenoten en hij hadden aan het eind van seizoen 2017/18 play-offwedstrijden tegen Holstein Kiel nodig om niet te degraderen. Het seizoen erop werden ze zesde en in 2020/21 zelfs vierde, goed voor rechtstreekse plaatsing voor de Champions League. Brekalo droeg hier aan bij door onder meer het enige doelpunt van de wedstrijd te scoren tegen zowel VfB Stuttgart als FC Köln en een hattrick tijdens een 3–0 overwinning op Union Berlin.

### Italië
Brekalo ging niet mee de Champions League in. Hij vertrok in augustus 2021 voor een jaar op huurbasis naar Torino, de nummer zeventien van Italië in het voorgaande seizoen. Hiervoor speelde hij dat seizoen 32 wedstrijden, waarvan 26 vanaf de aftrap. Allebei meer dan hij ooit had gedaan. Toen hij terugkeerde bij Wolfsburg kreeg hij vaker een plaats op de bank dan in het veld. Brekalo keerde in januari 2023 terug naar Italië. Hij tekende deze keer voor 3,5 seizoen bij Fiorentina.

## Clubstatistieken
| Seizoen | Club            | Competitie    | Competitie | Competitie | Beker | Beker | Internationaal | Internationaal | Totaal | Totaal |
| Seizoen | Club            | Competitie    | Wed.       | Dlp.       | Wed.  | Dlp.  | Wed.           | Dlp.           | Wed.   | Dlp.   |
| ------- | --------------- | ------------- | ---------- | ---------- | ----- | ----- | -------------- | -------------- | ------ | ------ |
| 2015/16 | Dinamo Zagreb   | 1. HNL        | 8          | 0          | 3     | 1     | 0              | 0              | 11     | 1      |
| 2016/17 | VfL Wolfsburg   | Bundesliga    | 4          | 0          | 0     | 0     | —              | —              | 4      | 0      |
| 2016/17 | → VfB Stuttgart | 2. Bundesliga | 11         | 1          | 0     | 0     | —              | —              | 11     | 1      |
| 2017/18 | → VfB Stuttgart | Bundesliga    | 14         | 1          | 3     | 1     | —              | —              | 17     | 2      |
| 2017/18 | VfL Wolfsburg   | Bundesliga    | 13         | 3          | 0     | 0     | —              | —              | 13     | 3      |
| 2018/19 | VfL Wolfsburg   | Bundesliga    | 25         | 3          | 2     | 0     | —              | —              | 27     | 3      |
| 2019/20 | VfL Wolfsburg   | Bundesliga    | 30         | 3          | 2     | 1     | 9              | 3              | 41     | 7      |
| 2020/21 | VfL Wolfsburg   | Bundesliga    | 29         | 7          | 2     | 0     | 2              | 0              | 33     | 7      |
| 2021/22 | VfL Wolfsburg   | Bundesliga    | 1          | 0          | 1     | 1     | —              | —              | 2      | 1      |
| 2021/22 | → Torino        | Serie A       | 32         | 7          | 1     | 0     | —              | —              | 33     | 7      |
| 2022/23 | VfL Wolfsburg   | Bundesliga    | 6          | 0          | 1     | 0     | —              | —              | 7      | 0      |
| 2022/23 | Fiorentina      | Serie A       | 6          | 0          | 1     | 0     | 4              | 0              | 11     | 0      |
| 2023/24 | Fiorentina      | Serie A       | 7          | 1          | 0     | 0     | 2              | 0              | 9      | 1      |
| Totaal  | Totaal          | Totaal        | 186        | 26         | 16    | 4     | 17             | 3              | 219    | 33     |

Bijgewerkt t/m 8 oktober 2023.

## Interlandcarrière
Brekalo maakte deel uit van verschillende Kroatische nationale jeugdselecties. Hij nam met Kroatië –17 deel aan zowel het EK –17 van 2015 als het WK –17 van 2015. Met Kroatië –19 was hij actief op het EK –19 van 2016 en met Kroatië –21 op het EK –21 van 2019. Brekalo debuteerde op 15 november 2018 in het Kroatisch voetbalelftal, in een met 3–2 gewonnen wedstrijd in de UEFA Nations League thuis tegen Spanje. Zijn eerste doelpunt maakte hij op 8 september 2020, in de Nations League tegen Frankrijk. Brekalo speelde in de zomer van 2021 voor Kroatië op het uitgestelde EK 2020.

## Erelijst
| Competitie             |               |               |               |               |
| Competitie             | Aantal        | Jaren         |               |               |
| Dinamo Zagreb          | Dinamo Zagreb | Dinamo Zagreb | Dinamo Zagreb | Dinamo Zagreb |
| ---------------------- | ------------- | ------------- | ------------- | ------------- |
| Kampioen 1. HNL        | 1x            | 2015/16       |               |               |
| Beker van Kroatië      | 1x            | 2015/16       |               |               |
| VfB Stuttgart          |               |               |               |               |
| Kampioen 2. Bundesliga | 1x            | 2016/17       |               |               |